# Castelo Hachiōji
Castelo Hachiōji (八王子城, Hachiōji-jo) é um castelo japonês (do tipo yamashiro, lit. castelo da montanha) localizado em Hachiōji, Tóquio, Japão.

## História
O castelo Hachiōji foi construído na década de 1570 por Hōjō Ujiteru numa montanha, com inúmeros recursos localizado em posição estratégica favorável à detenção de forças inimigas. Ujiteru deixou apenas 1 300 homens no castelo quando decidiu ajudar a erguer o cerco de Odawara (1590) que Toyotomi Hideyoshi havia realizado. Pouco tempo depois, em 23 de junho de 1590, mais de 50 000 homens da força de Hideyoshi, e liderado por Maeda Toshiie e Uesugi Kagekatsu, chegaram para tomar o castelo, que veio a cair num único dia. Hideyoshi ordenou que o castelo fosse destruído, pois havia a preocupação de que o mesmo fosse novamente utilizado contra si mesmo.  O local permaneceu abandonado por um longo período. Algumas crenças populares garantiram que o castelo estava assombrado. Em ruínas, pouco foi possível recuperar, porém algumas paredes, uma ponte sobre o fosso e a entrada do palácio do senhor feudal foram reconstruidos.